# U2 3D
U2 3D è un film concerto del 2008, del gruppo rock irlandese U2, registrato durante il Vertigo Tour nel 2006. La direttrice artistica degli U2, Catherine Owens debutta alla regia in questo film, supportata dal co-regista Mark Pellington, creato con le tecnologie del 3D e del digitale. Contando il rockumentary del 1988 Rattle and Hum, questo film è la seconda uscita cinematografica degli U2.
Il progetto è stato creato per sperimentare un nuovo tipo di tecnologia 3D, sviluppata dalla 3ality Digital nel 2003. Dopo essere stato presentato al Festival di Cannes 2007, la pellicola è stata proiettata al Sundance Film Festival 2008, per essere poi distribuita in 600 sale in tutto il mondo a partire dal febbraio 2008.

## Brani presenti
1. Vertigo
2. Beautiful Day
3. New Year's Day
4. Sometimes You Can't Make It on Your Own
5. Love and Peace or Else
6. Sunday Bloody Sunday
7. Bullet the Blue Sky
8. Miss Sarajevo / Lettura della dichiarazione universale dei diritti dell'uomo
9. Pride (In the Name of Love)
10. Where the Streets Have No Name
11. One

Encore
1. The Fly
2. With or Without You

Titoli di coda
1. Yahweh